# 三保山

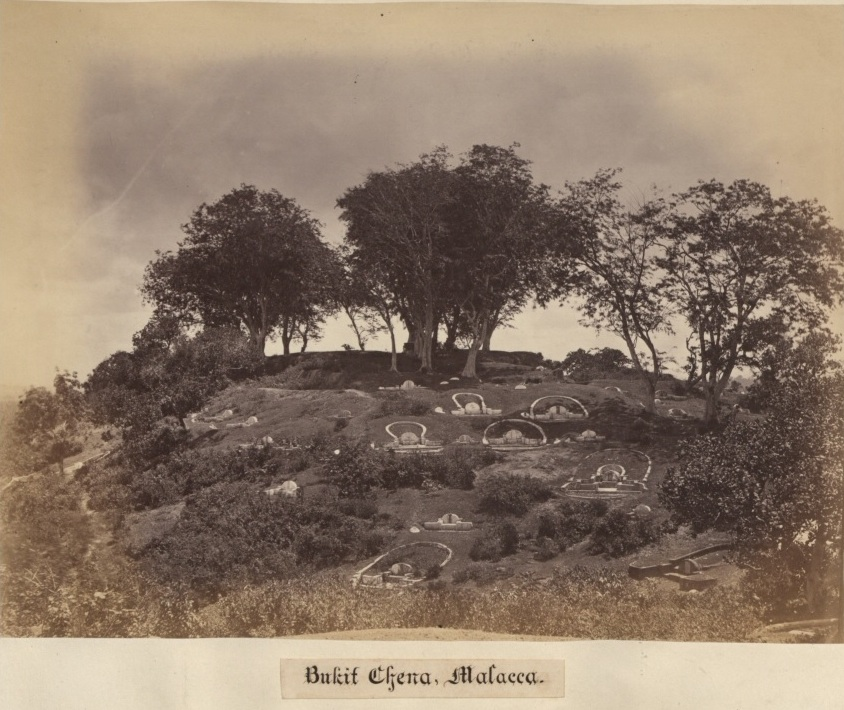
1860至1900期间的墓地。

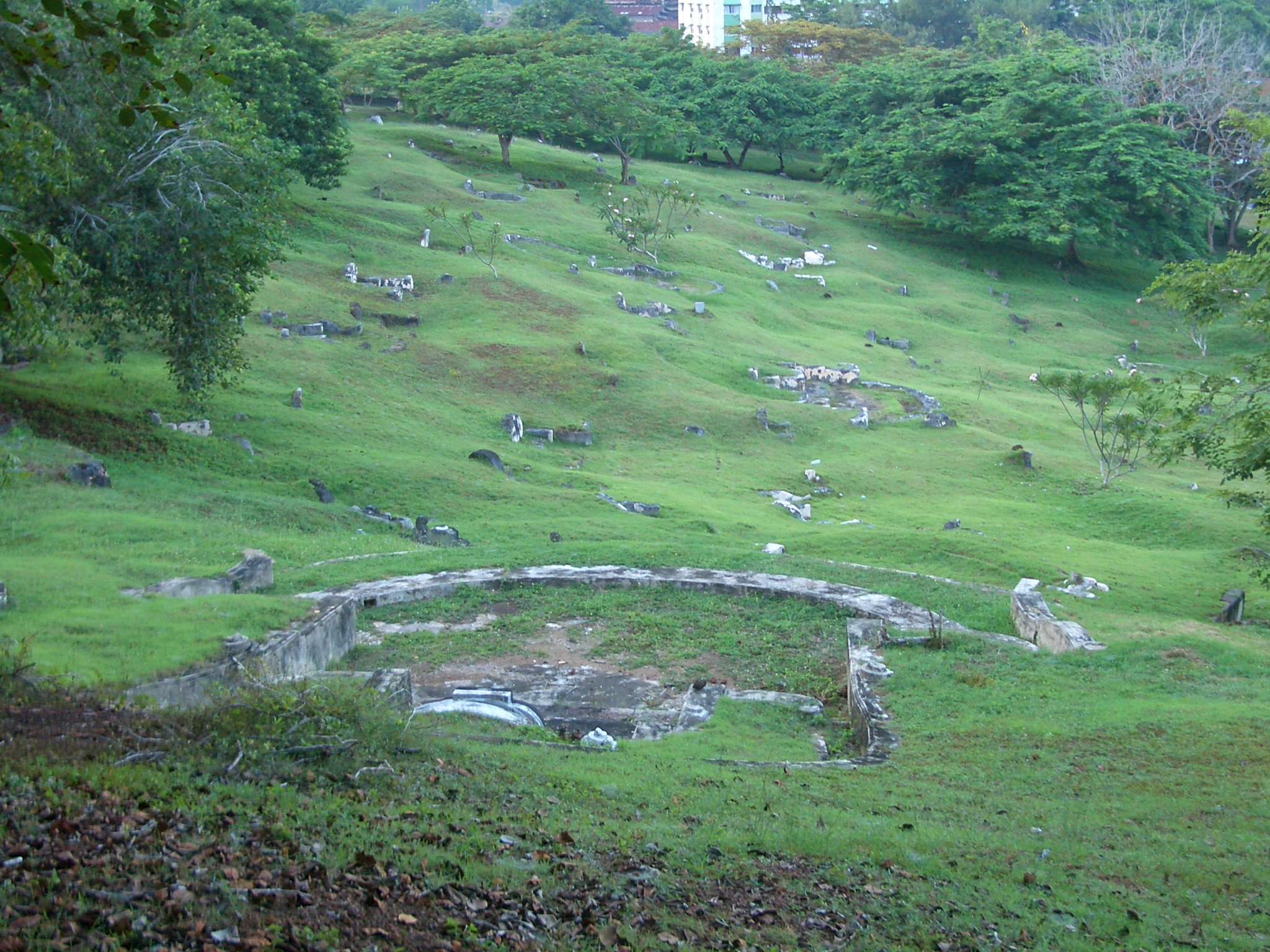
三保山的坟群

三宝山，一作「三保山」，是一个位于马来西亚马六甲州马六甲市中心的山丘，相传古代为明朝三保太监郑和南下时曾扎住于此。故此山被当地华裔居民称为三宝山，在马来文该山被称为「武吉支那」（Bukit Cina），意即“中国山”。三保山位于马六甲市古迹区的东南部，面积一零六英亩，高四十一公尺，山上共有一万两千五百多座坟墓，是中国以外的最大华人坟山，和周边的城市化建筑形成对比。
在1984年，当时的州政府曾想要发展此山地段，最后因为华人社会激烈反对而作罢。此事也让当时的马来西亚华人更注重文化的保留及维护，也促使马来西亚全国华人文化节的产生。从第7届全国华人文化节开始，每年的文化节之前都会在三宝山点燃文化节圣火，至今没有间断。
三十年后，马六甲华人社团更在2014年举办捍卫三宝山30周年回顾展以让马六甲乃至马来西亚华人能够检视及回归这起三宝山地段险被发展的事件。

## 宝山亭

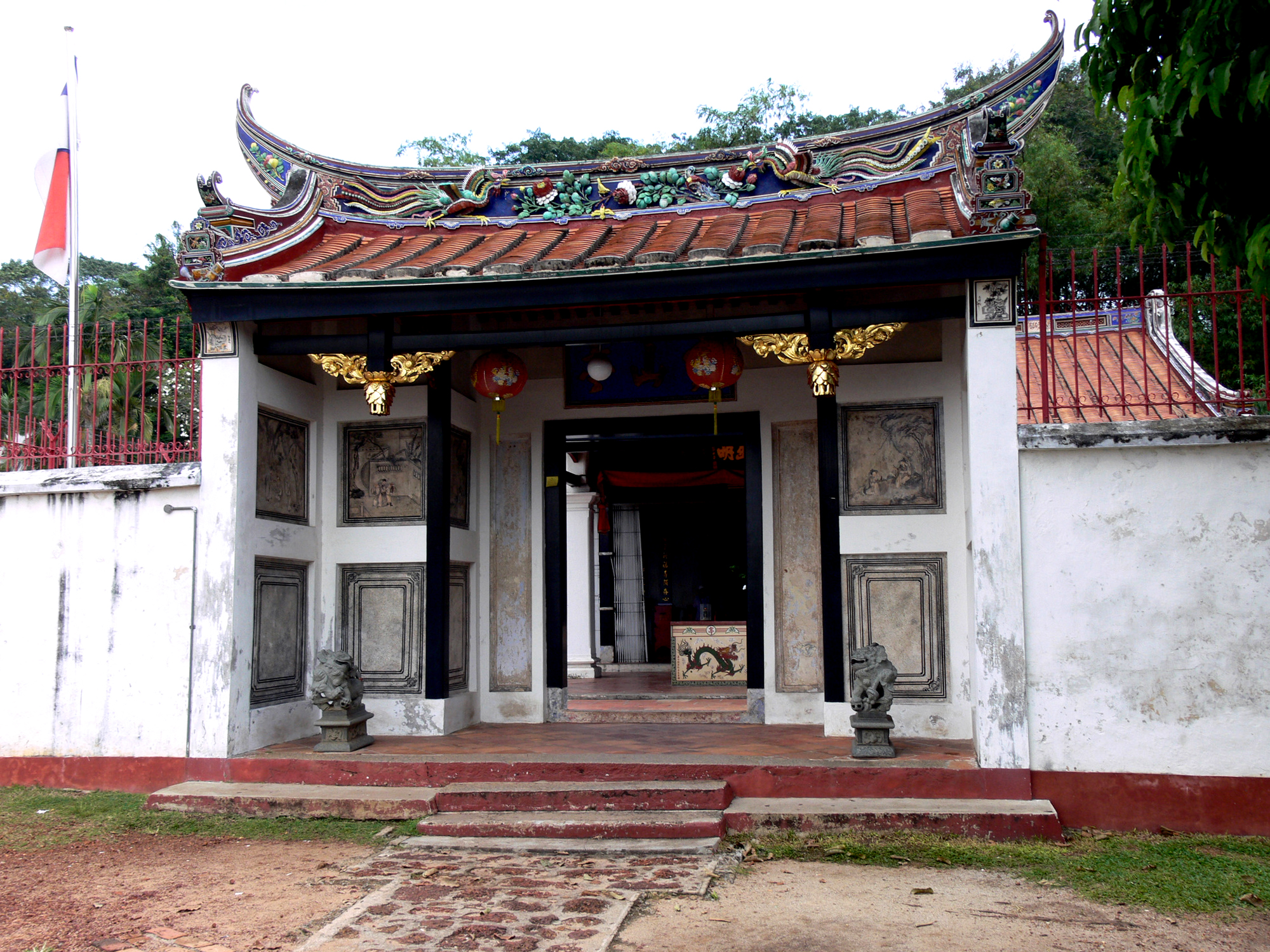
宝山亭

又名三保庙，此庙供奉福德正神與三保太监郑和。位于三保山脚下，颇受旅客欢迎。

## 三保井

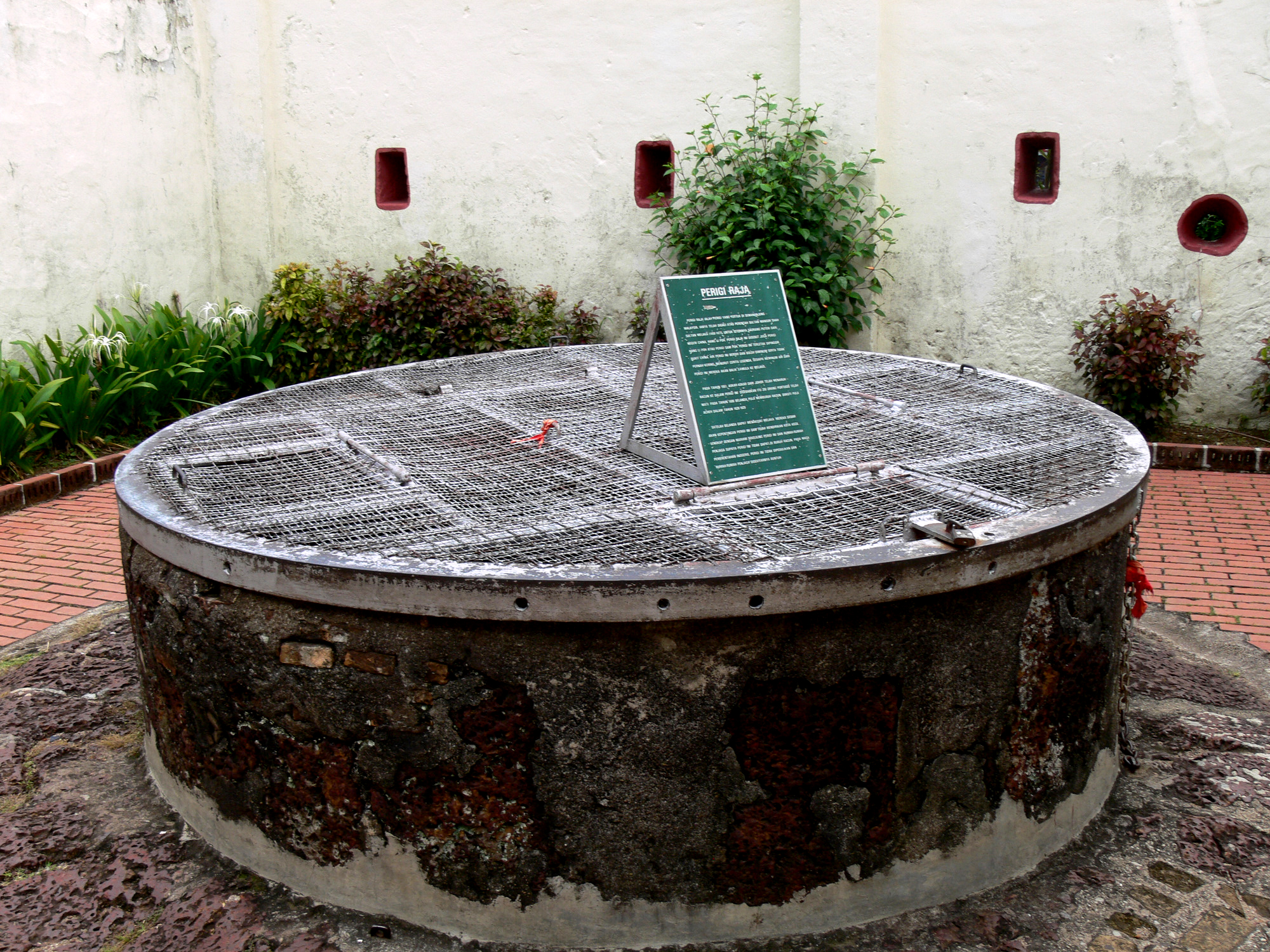
三保井

又称公主井，马来文为“汉丽宝井”。位于三保庙旁，相传是公主随从所掘，也是马来西亚最古老的水井之一。

## 纪念碑

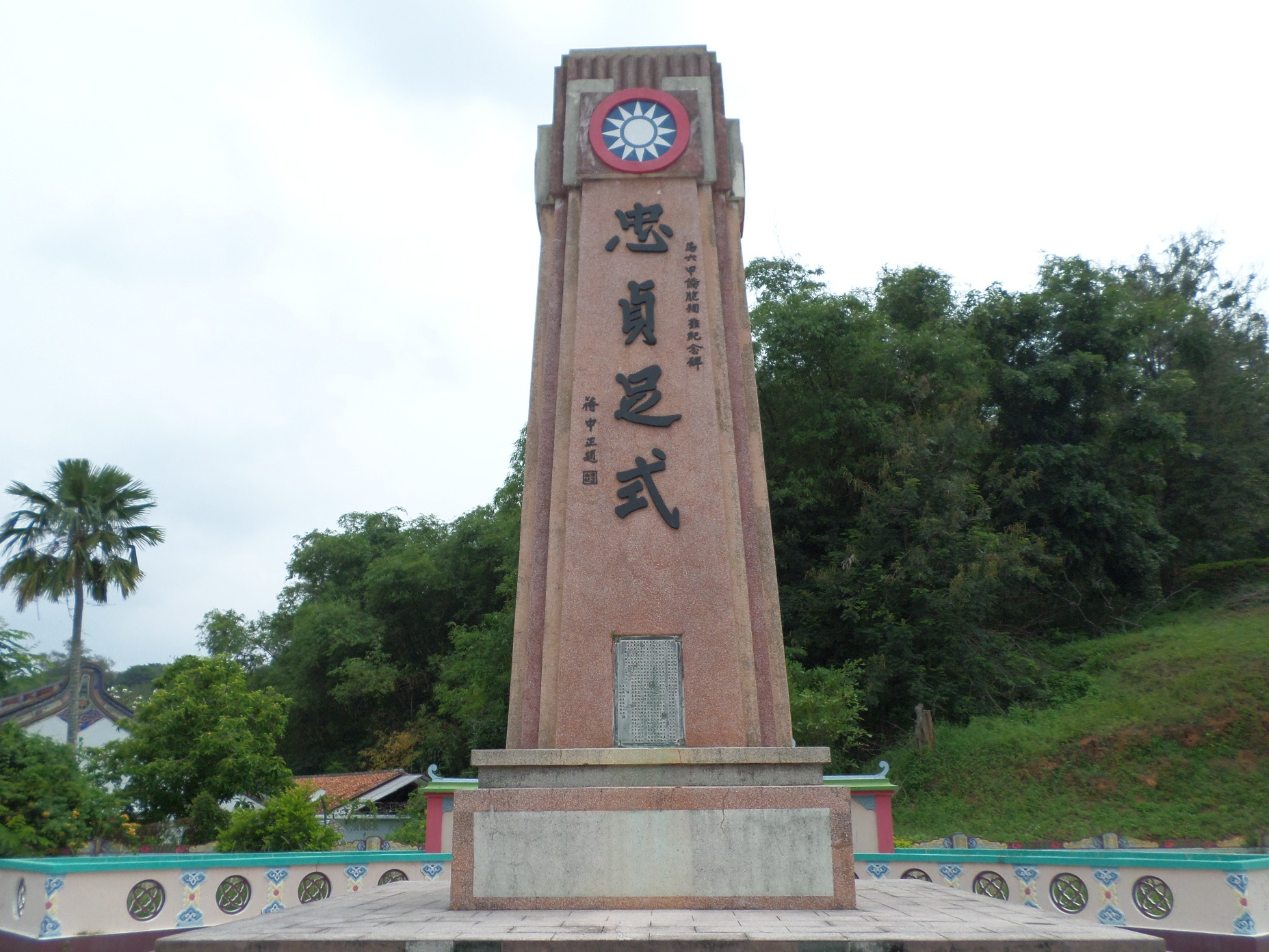
正面看向纪念碑

马六甲华人抗日义士纪念碑矗立在三保山东侧的山坡上，碑上刻有蒋介石署名题写的「忠贞足式」四个大字。
这是纪念在第二次世界大战中，为支援祖国与马来亚抗日斗争而殉难的华侨烈士而建造的纪念碑。1941年12月8日，大日本帝国占领马来亚，并在马六甲当地杀害了一千多当地华侨同胞。抗日战争胜利后，马六甲当地的华人社团，收集了700余具烈士遗骨，集体安葬在此，并于1947年建造纪念碑，请来了当时中华民国政府的领导人蒋介石题了“忠贞足式”四字。纪念碑于1948年4月5日清明节当天举行了隆重的揭幕仪式，其中马来亚联合邦驻马六甲的钦差、军政首长和华社领导人、烈士家属等皆受邀参加揭幕仪式。
纪念碑上“忠贞足式”四字中，“忠贞”的意思为清楚的；忠者，忠心也；贞者，坚贞之士也。葬在这里的烈士,都是抗日卫国、坚贞不屈的龙的传人；而“足式”的意思，在《辞海》内书为“足”字有“足够”、“值得”等解释。“式”字解释为“模式”和“榜样”。总体而言“忠贞足式”的意思为“在日本帝国主义统治下殉难的这些烈士，他们忠于祖国、抗日卫马不惜牺牲生命！”

### 引用书籍
- De Witt, Dennis. . 马来西亚: Nutmeg Publishing. 2010. ISBN 978-983-43519-2-2.